# Корінь (Логойський район)
Корінь (біл. вёска Корань) — село, у Логойському районі Мінської області, Білорусь. Село підпорядковане Гайнинській сільській раді і розташоване в північній частині області.